# Internationale Rheinland-Pfalz-Rundfahrt 1966
Die Internationale Rheinland-Pfalz-Rundfahrt 1966 war ein internationales Radsport-Etappenrennen über fünf Etappen durch das Bundesland Rheinland-Pfalz. Die Rheinland-Pfalz-Rundfahrt fand vom 20. bis 24. Juni mit Start in St. Goar und Ziel in Mainz statt. Die Organisation erfolgte durch den Verein zur Förderung des Deutschen Radsports e.V. Es war die erste Austragung der Rundfahrt.

## Teilnehmer
Am Start waren Mannschaften aus Dänemark, den Niederlanden, England, der Schweiz, Luxemburg, Spanien und eine Auswahl des Bundes Deutscher Radfahrer (BDR). Weitere Mannschaften kamen aus den Landesverbänden (LV) des BDR.

## Strecke
Die Rundfahrt führte über 858 Kilometer von St. Goar über Marienberg, Bitburg, Kusel, Oppenheim nach Mainz. Die 5. Etappe war in zwei Halbetappen unterteilt.

## Rennverlauf
Sieger der 1. Etappe wurde nach einem erfolgreichen Ausreißversuch der Niederländer Eddie Beugels, der das Ziel mit zwei Minuten Vorsprung vor dem Hauptfeld erreichte. Der für die BDR-Auswahl startende Burkhard Ebert siegte am Ziel der 2. Etappe mit einem Vorsprung von knapp zwei Minuten vor einer Gruppe mit dem späteren Gesamtsieger Ortwin Czarnowski. Die zu den Favoriten zählenden Erwin Derlick und Martin Gombert verloren auf dieser Etappe bereits acht Minuten. Ebert hatte mit dem Sieg auch das Führungstrikot erobert.
Ebert verlor jedoch auf der 3. Etappe mehr als fünf Minuten auf den Sieger Dieter Leitner und Czarnowski, dem der 5. Platz genügte, um das Trikot des Spitzenreiters zu übernehmen.
Auf der 4. Etappe begann Derlick bereits nach 20 Kilometern eine Soloflucht, die er erfolgreich zu Ende brachte, als er mit geringem Vorsprung das Etappenziel erreichte. Die Gesamtwertung erfuhr keine Änderungen.
Die 1. Halbetappe (ein Einzelzeitfahren) der 5. Etappe gewann Richard Adler, die 2. Halbetappe sicherte sich Czarnowski, der dafür eine Zeitgutschrift von 30 Sekunden erhielt, die ihm den Gesamtsieg sicherte.

## Etappenübersicht
| Etappe | Start – Ziel          | Länge (km) | Sieger            | Mannschaft  | Zeit (h) |
| ------ | --------------------- | ---------- | ----------------- | ----------- | -------- |
| 1      | St. Goar – Marienberg | 141,5      | Eddie Beugels     | Niederlande | 4:54:06  |
| 2      | Marienberg – Bitburg  | 212        | Burkhardt Ebert   | BDR         | 5:58:05  |
| 3      | Bitburg – Kusel       | 160        | Dieter Leitner    | LV NRW      | 4:19:10  |
| 4      | Kusel – Oppenheim     | 190        | Erwin Derlick     | BDR         |          |
| 5      | Oppenheim             | 11         | Richard Adler     | LV Baden    | 00:14:04 |
| 6      | Oppenheim – Mainz     | 110        | Ortwin Czarnowski | BDR I       |          |

## Endergebnis
|     | Fahrer            | Mannschaft  | Zeit (h)   |
| 01. | Ortwin Czarnowski | BDR         | 23:51:30 h |
| 02. | Eddie Beugels     | Niederlande | 23:51:36 h |
| 03. | Henk Klostermans  | Niederlande | 23:53:55 h |
| 04. | Burkhard Ebert    | BDR         | 23:57:10 h |
| 05. | Martin Gombert    | BDR         | 23:58:05 h |
| 06. | Wolff             | LV NRW      | 24:01:26 h |
| 07. | Erwin Derlick     | BDR         | 24:02:07 h |
| 08. | Paul Unterkircher | LV Bayern   | 24:05:25 h |
| 09. | Johanns           | Luxemburg   | 24:10:27 h |
| 10. | Dieter Leitner    | LV NRW      | 24:10:45 h |
| 0 … |                   |             |            |